# Ополе Запад
Ополе Запад (на полски: Opole Zachodnie) е железопътна гара в Ополе, Южна Полша. Разположена е на железопътна линия 132 (Битом – Централна гара Вроцлав) и железопътна линия 287 (Ополе Запад – Ниса).